# Roland JX-305
De Roland JX-305 "GrooveSynth" is een digitale dance-synthesizer, uitgebracht door Roland in 1998.
De JX-305 is vooral geschikt voor electro- en technomuziekstijlen en heeft daartoe de klanken aan boord van de MC-505 "Groovebox" van Roland. Vrijwel alle klanken zijn realtime aanpasbaar via de negen draaiknoppen, dit maakt het ook een uitermate geschikt instrument om live mee te spelen.
Daarnaast is 4 MB aan golfvormen meegeleverd voor de wat meer traditionele synthgeluiden. De kracht van het instrument ligt in de wijze waarop de 768 presetgroove-"patronen" gemakkelijk kunnen worden gecombineerd in de ingebouwde 8-sporensequencer (die een uitgebreid geheugen heeft dat tevens kan worden aangevuld door middel van "SmartMedia"-kaarten) of de phrasesynth (960 geheugenplaatsen). De arpeggiator kent 53 stijlen.

## Technische specificaties
- 64 stemmen polyfonie
- Klanken
  - 640 patches
  - 256 gebruikerspatches
  - 512 op uitbreidingskaart
- 32 drumsets, 20 gebruiker
- Effecten: reverb, delay, multi-effect
- 8-sporen sequencer voor 50 nummers
- Arpeggiator: 53 stijlen
- Lcd-scherm met 16 karakters en 2 regels
- Energieverbruik: 9 volt, 450 mA
- Afmetingen: 1011mm x 289mm x 83mm (lxbxh)
- Gewicht: 6,9 kg